# Gran Premio Comune di Cerreto Guidi
Le Gran Premio Comune di Cerreto Guidi est une course cycliste italienne disputée au mois d'août ou septembre à Cerreto Guidi, en Toscane. Créé en 1946, il est organisé par le GS Inpa.
Cette épreuve fait partie du calendrier régional de la Fédération cycliste italienne, en catégorie 1.19. Elle est par conséquent réservée aux coureurs espoirs (moins de 23 ans) ainsi qu'aux élites sans contrat.

## Histoire
Divers cyclistes réputés s'y sont imposés avant de passer professionnel, comme Giuseppe Saronni, Alessandro Petacchi, Richie Porte ou encore Diego Ulissi.

## Palmarès
| Année | Vainqueur              | Deuxième            | Troisième             |
| ----- | ---------------------- | ------------------- | --------------------- |
| 1946  | Sergio Pagliazzi       |                     |                       |
| 1947  | Rino Burchi            |                     |                       |
| 1948  | Giordano Tognarelli    |                     |                       |
| 1949  | Alviero Buscioni       |                     |                       |
| 1950  | Athos Rossi            |                     |                       |
| 1951  | Vasco Ciapini          |                     |                       |
| 1952  | Roberto Falaschi       |                     |                       |
| 1953  | Dismo Innocenti        |                     |                       |
| 1954  | Nedo Fagni (it)        |                     |                       |
| 1955  | Aldo Bargagni          |                     |                       |
| 1956  | Romano Bani            |                     |                       |
| 1957  | Oreste Magni           |                     |                       |
| 1958  | Giancarlo Calistri     |                     |                       |
| 1959  | Mario Minieri          |                     |                       |
| 1960  | Roberto Nencioli       |                     |                       |
| 1961  | Piero Baracchini       |                     |                       |
| 1962  | Carlo Storai           |                     |                       |
| 1963  | Gianfranco Gallon      |                     |                       |
| 1964  | Sergio Tendola         |                     |                       |
| 1965  | Primo Franchini        |                     |                       |
| 1966  | Sigfrido Fontanelli    |                     |                       |
| 1967  | Renzo Mossi            |                     |                       |
| 1968  | Pierino Primavera      |                     |                       |
| 1969  | Fabrizio Fabbri        |                     |                       |
| 1970  | Silvano Ravagli        | Piero Spinelli      |                       |
| 1971  | Riccardo Sbiolchi      |                     |                       |
| 1972  | Andrea Checchi         |                     |                       |
| 1973  | Giuseppe Mori          |                     |                       |
| 1974  | Carlo Gori             |                     |                       |
| 1975  | Giuseppe Fatato        |                     |                       |
| 1976  | Giuseppe Saronni       |                     |                       |
| 1977  | Dante Morandi          |                     |                       |
| 1978  | Uriano Goffetti        |                     |                       |
| 1979  | Roberto Ciampi         |                     |                       |
| 1980  | Ivano Maffei           |                     |                       |
| 1981  | Roberto Bottiglioni    |                     |                       |
| 1982  | Angelo Canzonieri (it) |                     |                       |
| 1983  | Fabrizio Vannucci      |                     |                       |
| 1984  | Valerio Franceschini   |                     |                       |
| 1985  | Salvatore Caruso       |                     |                       |
| 1986  | Sandro Manzi           |                     |                       |
| 1987  | Fabiano Pollastri      |                     |                       |
| 1988  | Massimiliano Lelli     |                     |                       |
| 1989  | Marco Masetti          |                     |                       |
| 1990  | Franco Cavallini       |                     |                       |
| 1991  | Angelo Citracca        |                     |                       |
| 1992  | Michele Paletti        |                     |                       |
| 1993  | Elio Aggiano           |                     |                       |
| 1994  | Fabrizio Giacomelli    |                     |                       |
| 1995  | Alessandro Petacchi    |                     |                       |
| 1996  | Aldo Zanetti           |                     |                       |
| 1997  | Federico Morini        |                     |                       |
| 1998  | Giuseppe Di Grande     |                     |                       |
| 1999  | Leonardo Scarselli     |                     |                       |
| 2000  | Luca De Angeli         |                     |                       |
| 2001  | Alessandro Del Sarto   |                     |                       |
| 2002  | Ivan Fanelli           |                     |                       |
| 2003  | Emanuele Bindi         |                     |                       |
| 2004  | Massimiliano Grazia    | Dmitri Nikandrov    | Giuseppe Di Salvo     |
| 2005  | Emanuele Bindi         | Francesco Reda      | Vitaliy Kondrut       |
| 2006  | Marco Da Castagnori    | Federico Vitali     | Eugenio Loria         |
| 2007  | Simone Stortoni        | Massimo Pirrera     | Gianluca Mirenda (it) |
| 2008  | Richie Porte           | Massimo Pirrera     | Roberto Cesaro (de)   |
| 2009  | Diego Ulissi           | Gianluca Randazzo   | Pierpaolo De Negri    |
| 2010  | Antonio Parrinello     | Gianluca Randazzo   | Alexander Serebryakov |
| 2011  | Winner Anacona         | Davide Mucelli      | Giorgio Cecchinel     |
| 2012  | Siarhei Papok          | Mirko Ulivieri      | Mantas Bliakevičius   |
| 2013  | Christian Grazian      | Luca Benedetti      | Marco Ceglia          |
| 2014  | Nicola Bagioli         | Stefano Verona      | Niko Colonna          |
| 2015  | Davide Gabburo         | Marco Bernardinetti | Devid Tintori         |
| 2016  | Marco Bernardinetti    | Tommaso Fiaschi     | Niccolò Pacinotti     |
| 2017  | Federico Burchio       | Tommaso Fiaschi     | Emanuele Onesti       |
| 2018  | Yuri Colonna           | Andrea Toniatti     | Mirco Sartori         |
| 2019  | Filippo Fiorelli       | Luca Mozzato        | Luca Colnaghi         |
| 2020  | annulé                 |                     |                       |
| 2021  | Egor Igoshev           | Filippo Magli       | Davide Dapporto       |
| 2022  | Raffaele Radice        | Matteo Regnanti     | Arnaud Tissières      |
| 2023  | Gregorio Butteroni     | Daan Hoeks          | Davide Basso          |
| 2024  | Giosuè Crescioli       | Francesco Di Felice | Andrea Buti           |